# The Dummy
The Dummy este episodul 98 al serialului american Zona crepusculară. A fost difuzat inițial pe data de 4 mai 1962 pe CBS. Acesta nu trebuie confundat cu episodul „Caesar and Me⁠(d)”, în care Jackie Cooper⁠(d) interpretează rolul unui ventriloc.

## Intriga
Ventrilocul⁠(d) Jerry Etherson (Cliff Robertson) susține un spectacol împreună cu marioneta sa - Willy - într-un mic club din New York. La sfârșitul spectacolului, Willy pare că-i mușcă mâna lui Jerry, iar după ce revine în culise, găsește urme de dinți pe degetul său. Începe să consume alcool dintr-o sticlă ascunsă într-un sertar. Agentul său, Frank, intră în cameră și este deranjat de faptul că îl găsește din nou cu sticla de băutură în mână. Acesta îi spune agentului său, cum o face de fiecare dată, că Willy trăiește. Frank nu-l crede și îi cere să viziteze un psihiatru. Ventrilocul este convins că ședințele de terapie ar fi o pierdere de timp, iar singura soluție pe care o are este să scape de Willy și să susțină spectacole cu altă marionetă pe nume Goofy Goggles. Acesta redactează noi replici pentru aceasta și îl încuie pe Willy într-un geamantan
După cel de-al doilea act, proprietarul îi cere ca în timpul spectacolului să interacționeze cu publicul, însă acesta refuză. Frank decide să-și dea demisia din cauza comportamentului său și a convingerii sale delirante conform căreia Willy este în viață. Jerry îi spune agentului său că pleacă în Kansas City pentru a scăpa de Willy. După ce părăsește clădirea, Jerry aude constant vocea marionetei și îi vede umbra pe un perete. Nimeni altcineva nu-l poate auzi, confirmând pe moment convingerea lui Frank că Jerry delirează.
Jerry revine în club, intră în culise fără să aprindă lumina, deschide geamantanul, aruncă marioneta pe jos și o distruge. Însă când aprinde lumina, realizează că l-a distrus pe Goofy Goggles și nu pe Willy. Acesta îl vede pe Willy stând pe canapea, amuzat de întreaga scenă. Marioneta îi spune că Jerry este cel care i-a dat viață. Conștientizând adevărul, Jerry se resemnează, în timp ce Willy începe să râdă nebunește.
În ultima scenă a episodului, un bărbat din Kansas City anunță următorul act: „Jerry și WIlly”. Ventrilocul este de fapt Willy, iar el îl ține în brațe pe Jerry, care a fost transformat într-o marionetă.